# Mauricio Sprinberg
Mauricio Sprinberg (născut Moișe; în idiș משה נ. שפרינבערג‏‎;; n. 1891, Zgurița, județul Soroca, gubernia Basarabia, Imperiul Rus – d. 7 iunie 1981, Buenos Aires, Argentina) a fost un jurnalist și dramaturg argentinian, evreu născut în Basarabia.  A scris în limbile idiș și spaniolă.

## Biografie
S-a născut în colonia evreiască Zgurița (acum sat în raionul Drochia, Republica Moldova) din ținutul Soroca, gubernia Basarabia, Imperiul Rus, în familia lui Iankev Sprinberg și Etl Slobodianik. În 1903 a emigrat în Argentina. 
Împreună cu fratele său, jurnalistul și editorul Pedro Sprinberg, din 1913 a publicat la Buenos Aires revista Shtraln („Raze”), iar din 1923 în mod independent revista umoristică Penemair Un Penemleh („Fețe și iar fețe”). În 1933 a publicat ca o carte separată, piesa de teatru Derfolg („Succes”).
A decedat la Buenos Aires la 7 iunie 1981.